# Macho
Macho er en oplysningsfilm fra 2003 instrueret af Heidi Egelund og Tina Splidsboel.

## Handling
Filmen tager os med til Nicaragua i Mellemamerika. Vold i hjemmet er en del af macho-kulturen i Nicaragua. Vi vil skildre, hvordan en gruppe mænd i Managua bryder med den sociale arv, når de søger at forebygge vold i hjemmet.